# Убийство на честта
Хасан представлява убийството на даден член от дадено семейство или клан, извършено от друг член на същото семейство или клан, мотивирано от убеждението, че жертвата е опетнила честта на семейството, клана или изобщо общността.
За опетняване на честта се смятат определени действия, като: носене на неприемливи според семейството или общността дрехи, отказа или прекратяването на уреден брак или желанието на жената да се омъжи по собствен избор, особено ако избраникът се счита от социалната група за неподходящ, както и когато участва в определени сексуални ситуации. Тези убийства произлизат от убеждението, че опазването на честта оправдава убийството на човек, чието поведение е обезчестило неговото семейство или клан.
Обединените Нации са изчислили, че убийствата в името на честта са около 5000 годишно. Много женски организации в Близкия изток и Югозападна Азия подозират обаче, че повече от 20 000 жени се убиват в името на честта всяка година.
В Република Турция извършителите на убийствата на честта се наказват с доживотна присъда, но въпреки това тези действия все още се срещат и не са изкоренени. Един от последните примери е убийството на 16-годишната Медине Миме, заровена жива от своите баща и дядо в началото на 2010 година. Мотивът на роднините ѝ е, че Медине е говорила и била в приятелски отношения с момчета.

## Дефиниция на убийствата в името на честта
Според Human Rights Watch:
- Убийството в името на честта е акт на отмъщение, обикновено смърт, извършен от мъж, член на семейството, срещу жена член на семейството, за която се счита, че е донесла нечестие в семейството. Жената може да бъде обвинена по множество причини, сред които са отказ да се омъжи посредством уреден брак; бидейки жертва на сексуално насилие или търсейки развод – дори от агресивен съпруг.
- Дори подозрението, че жената се е държала по „непочтен начин“ е достатъчно за нейното семейство да отнеме живота ѝ.

Жертва на убийства в името на честта стават също мъже, които биват умъртвявани от семейството на жената, ако за тях се предполага че са имали неприемлива връзка с нея.
Терминът „Убийства в името на честта“ се отнася до убиването на мъжа и на жената в културите, които го практикуват.
Изявлението на Amnesty International по въпроса гласи:
| „ | Режимът на честта е непростим. На жени, които са попаднали под подозрение не се дава възможност да се защитят и членовете на семейството нямат социално приемлива алтернатива освен да премахнат „петното“ на честта си чрез нападането на жената. | “ |

## В масовата култура
В първият епизод на турския сериал Втори шанс след дълги странствания главният герой Мират се връща в бащиния си дом в Истанбул,защото трябва да скрие от семейството ѝ забременялата изнъбрачно 17 годишна Дияр – дъщеря на местен феодал. По – късно тя отново се събира с бащата на детето им – син на дребен търговец, ражда дъщеря на име Умут, омъжва се за любимия си, но в началото на 45 епизод вечерта преди да осъществят планираното бягство в Германия, те са застреляни в спалнята им от по – големия брат на Дияр, като оставя живо бебето. В 55 - ти епизод на изградения върху проблема с насилието над жените Ти разкажи, Черно море брата на изнасилената преди повече от десетилетие Зейнеп я застрелва пред съда, в който отива да даде показания против насилника си Генджо Тамар. В 160-тият епизод на сериала Наследство големия брат на Кираз, преследващ я заради бягството й и отказа й да сключи уреден брак, я застрелва, докато приема предложението на комисар Али за брак, а след той застрелва Ертан. В полицейският сериал Опасни улици също са представени случаи на или опити за Убийства на честта – в 11 сезон млада жена е заклана от брат си по заповед на баща им, след като ражда дете в резултат на изнасилване, а бащата и брата на друга, занимавала се с проституция, я удушават и след това стават серийни убийци на други проститутки, в 12 сезон братът на жена застрелва в заведение нея и годеника ѝ – бивш боен другар на комисар Месут, защото сестра му е решила да се омъжи против съгласието му, докато той иска да я даде на свой партньор в групировката си, в 13 сезон мъж бяга от затвора, за да убие дъщеря си проститутка, но се разколебава и екипа я спасява, в 14 сезон братовчеди на жена я убиват при предивикана от тях катастрофа, защото се е омъжила без съгласието на семейството си и е забременяла, бизнесмен се опитва да застреля сина си, след като получава от изнудвачи видеозапис, на който последния осъществява хомосексуални интимни отношения с шофьора си, като за да прикрие това, синът е организирал убийството на един от изнудвачите, като бащата моли със сълзи екипът да го остави да убие сина си, обещавайки им, че веднага след това ще се предаде, мъж се оптва да убие съпругата си, след като получава видеозапис, в които тя му изневерява, но впоследствие се застрелва, а съученичка на Шуле – малката дъщеря на главен комисар Хюсню Чобан, е простреляна в гората от баща си, след като той вижда на компютъра ѝ снимки, доказващи, че има приятел, но лекарите успяват да спасят живота ѝ, в 634 – ти епизод след като Назлъ е изнасилена от вуйчо си и ражда Бебето му, семейството ѝ нарежда на малкия ѝ брат да я застреля, но той не успява да го направи заради съвестта си, в 658 - ми епизод комисар Севал Аслан е простреляна, докато защитава момиче (което е спасено от бронежилетката под дрехите й) от опитващия се да я застреля неин брат заради желанието й да продължи образованието си и нежеланието й да бъде омъжена принудително и други.